# Kippsicherheit

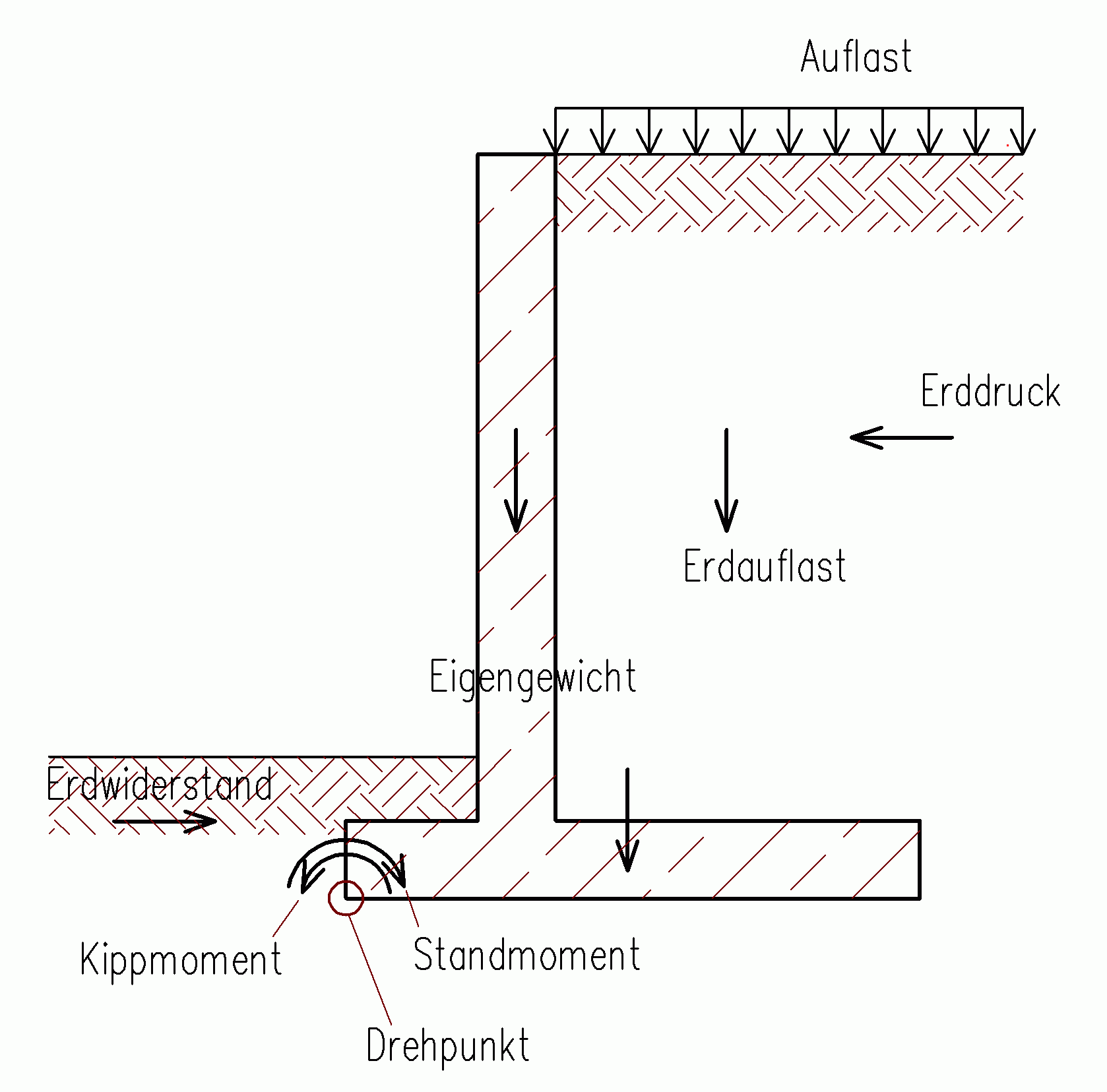
Kippsicherheitsnachweis Stützwand

Die Kippsicherheit ist der Widerstand eines Bauwerks oder Gegenstands gegen Umkippen um den Rand seiner Aufstandsfläche. Sie ist eines der Kriterien für den Standsicherheitsnachweis bei Flachgründungen, Fundamenten, (Winkel)stützwänden, Staumauern und wird auch bei Fahrzeugen usw. angewandt.
Das Biegedrillknicken von Trägern wurde früher als Kippen bezeichnet. Dabei versagt der druckbelastete Teil des Trägers durch Knicken. Gefährdet sind hohe schlanke Träger mit geringer Torsionssteifigkeit.

## Berechnung
Der Kippsicherheitsfaktor {\displaystyle \eta } ist der Quotient aus widerstehenden (haltenden) und angreifenden (treibenden) Kräften bzw. Drehmomenten:
{\displaystyle \eta ={\frac {M_{1}}{M_{2}}}}
mit
- M1 (Standmoment) der Summe der haltenden (widerstehenden) Drehmomente; die haltenden Kräfte sind insbesondere Eigengewicht, aber auch Verankerungen, (passiver) Erddruck und andere.
- M2 (Kippmoment) der Summe der treibenden (angreifenden) Drehmomente; die treibenden Kräfte können Wasserdruck, Erddruck, Winddruck, Erdbebenkräfte usw. sein. Bei bewegten Fahrzeugen kommen dynamische Kräfte wie z. B. Fliehkräfte hinzu.

Der Kippsicherheitsfaktor sollte stets größer als 1 sein, damit die angreifenden Drehmomente gehalten werden können.
Den rechnerischen Nachweis der Kippsicherheit nennt man Kippsicherheitsnachweis. Der Nachweis erfolgt, wenn der errechnete Sicherheitsfaktor größer ist als der für den betreffenden Fall vorgegebene bzw. geforderte Wert.
Der Kippsicherheitsnachweis wird um einen angenommenen Drehpunkt in einer Fuge, z. B. der Außenkante der Sohlfuge eines Bauwerks, oder um die Außenkante der Standfläche geführt.

## Bei Bindern
Bei Stahlbeton- / Spannbeton-Bindern wird die Kippsicherheit untersucht. Der Binderquerschnitt ist sinnvoll zu wählen. Steigt die Binderhöhe, so steigt auch die Kippgefahr. Ein überdimensionierter Binder kann zwar höhere Belastungen tragen, ist aber kippanfälliger. Ein gut ausgenutzter Binderquerschnitt mit niedriger Höhe ist kippstabiler.
Das entscheidende Kriterium ist die Obergurtbreite; wird der Obergurt breiter, so verringert sich die Kippgefahr. Viele Fertigteilhersteller setzten Schalformen mit schmaleren Obergurtbreiten ein, als die DIN 1045-1 / DIN EN 1992 erwartet. In diesen Fällen ist ein Kippsicherheitsnachweis erforderlich und es sind meist nennenswerte Obergurtbewehrungen seitlich, d. h. links und rechts, in den Obergurt einzulegen.
Der Montagezustand stellt meist kein Kippsicherheitsproblem dar, muss aber besonders bei im Gebrauchszustand seitlich abgestützten Bindern beachtet werden.